# Ruine Hertenstein
Die Ruine Hertenstein, auch Burg Hertenstein, Hertinstain, Hartenstein oder Altes Schloss genannt, ist die Ruine einer Spornburg unbekannter ständischer Zuordnung zwischen Jungnau und Hanfertal im Landkreis Sigmaringen in Baden-Württemberg.

## Geographische Lage
Die frei zugängliche Ruine liegt auf einer Felsnadel am Ende des Waldstücks „Altes Schloss“ nördlich von Sigmaringen rechts der Lauchert in der Nähe des Nollhofs. Das Laucherttal liegt auf 606 m ü. NN, die Burg auf 650 Meter. Die wenigen Überreste der ehemaligen Ritterburgen Hertenstein und Isikofen liegen auf zwei schönen einander gegenüber liegenden und durch die Lauchert getrennten Felsen. Die Ruine liegt am Premiumwanderweg Witbergrunde der Donaufelsenläufe.

## Geschichte
Erstmals 1250 erwähnt, war die Burg der Stammsitz der Herren von Hertenstein. Die Hertenstein sind mit den Hornsteinern stammesgleich. Beide Familien besaßen das gleiche Wappen. Noch ungeklärt ist die Gründungsgeschichte der Burg. Ihre Erbauung wird gegen Ende des 12. Jahrhunderts vermutet, was durch Keramikfunde belegt sein soll.
Die ersten Hertensteiner wurden erst Mitte des 13. Jahrhunderts (1243) genannt. 1250 werden die Brüder Heinrich und Albrecht von Hertenstein als Dienstmannen von Graf Wolfrad von Veringen genannt. Von 1276 bis 1317 lebte der Stammvater der noch lebenden Glieder der später sich umbenennenden Familie von Hornstein-Grüningen, Burkhard von Hertenstein. In den Jahren 1350 bis 1385 zieht Brun I. von Hertenstein nach Daugendorf und gibt die kleine Burg auf. 1449 verkauft Brun III. den Burgstall Hertenstein an die Stadt Sigmaringen. Seine Nachkommen erwerben die Burg Grüningen und nennen sich ab 1472 „von Hornstein genannt von Hertenstein“ und ab 1538 nur noch „von Hornstein“.

## Beschreibung
Von der ehemaligen Burg ist noch der Halsgraben mit einer Breite von 19 Meter und 9 Meter Tiefe erkennbar, über den ein Steg, die auf einem Brückenpfeiler gelagert ist zur ehemaligen Kernburg (circa 8 Meter × 4 Meter) führt. Diese Fläche genügte den damaligen Bewohnern, um vermutlich einen Wohnturm zu errichten. Ein vorragendes Fachwerkgeschoss hat damals wohl die Grundfläche vergrößert.

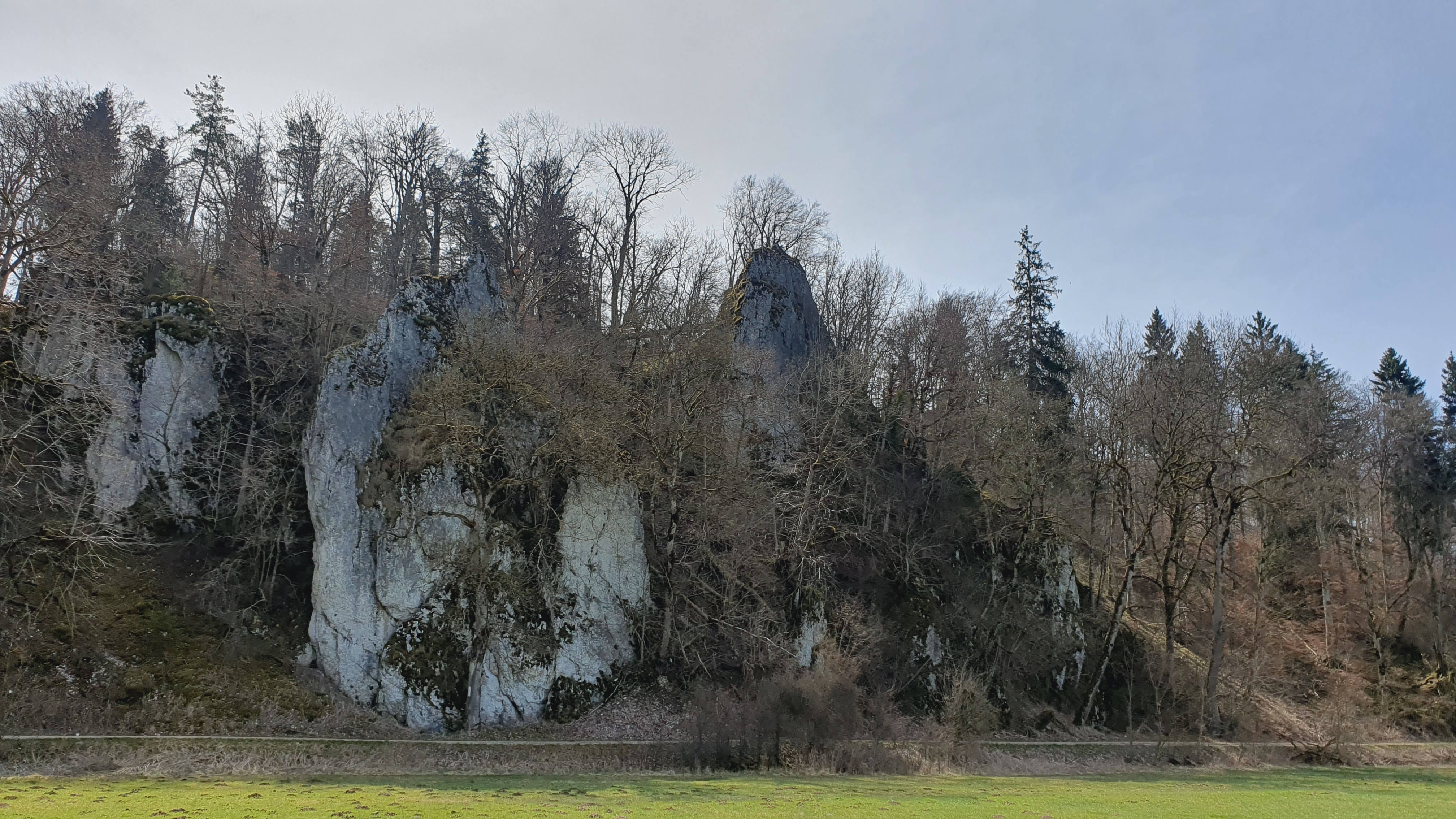
Ansicht des Burgfelsens von der Talseite
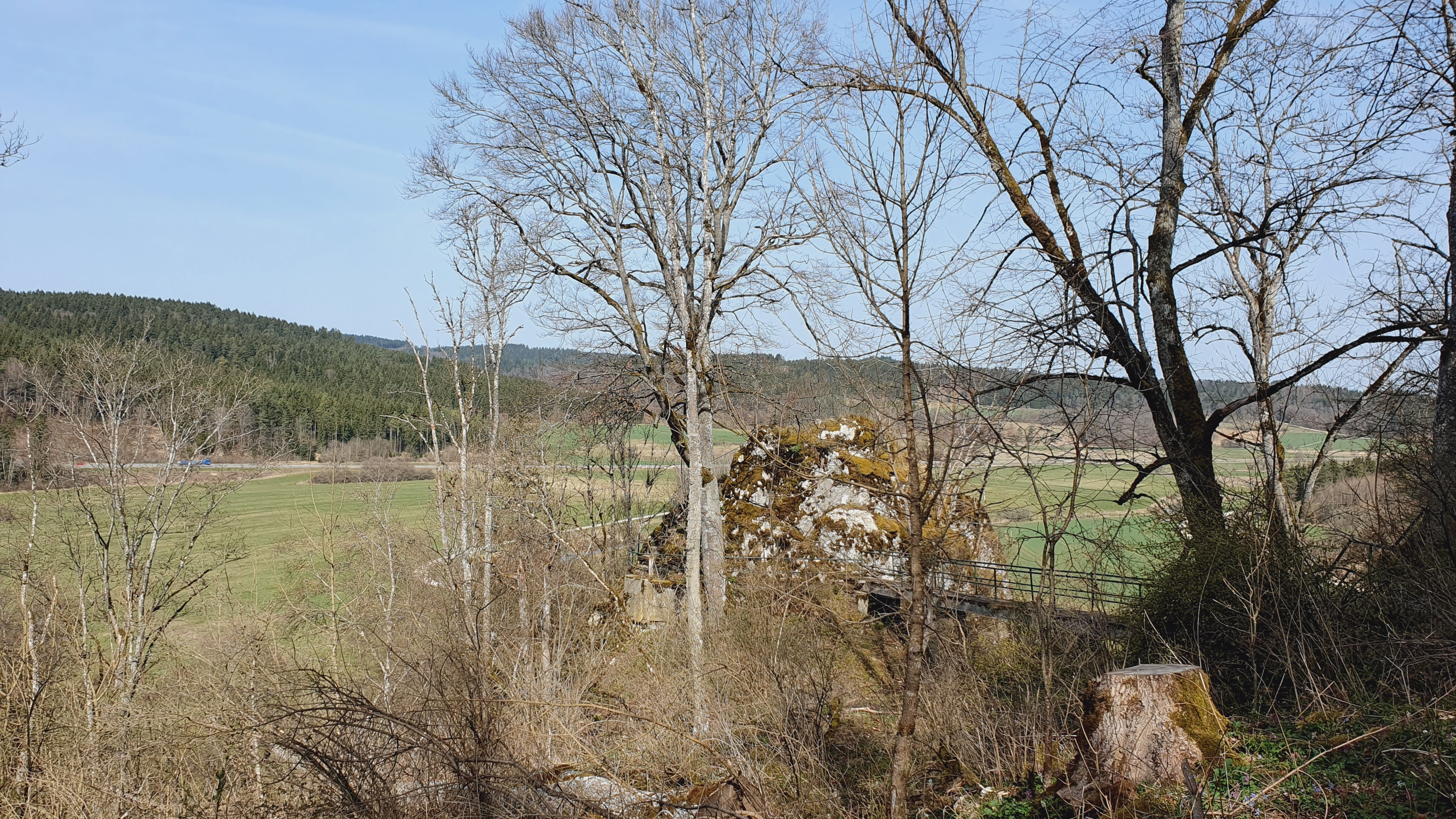
Der Burgfelsen mit Talblick
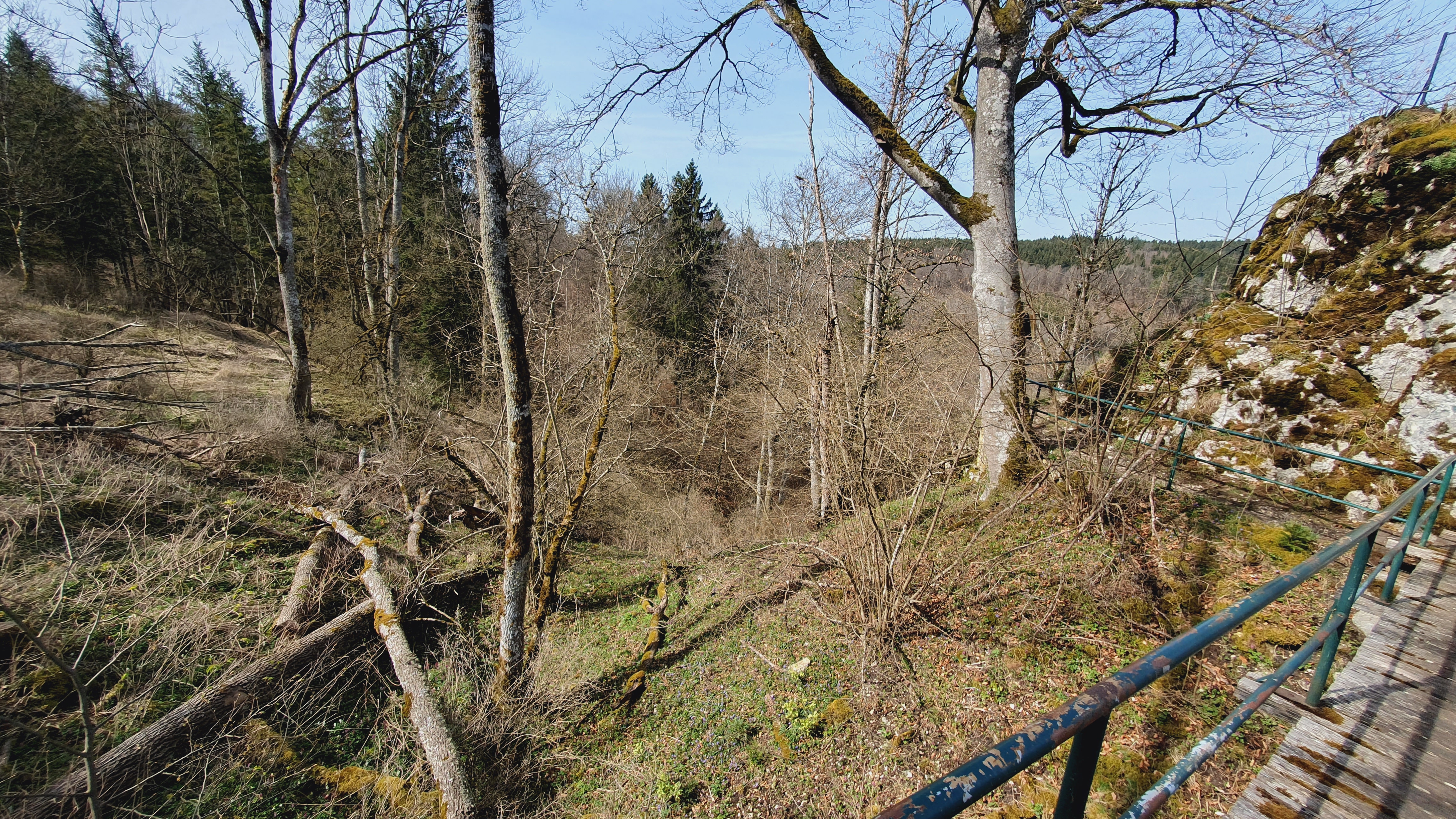
Der Halsgraben
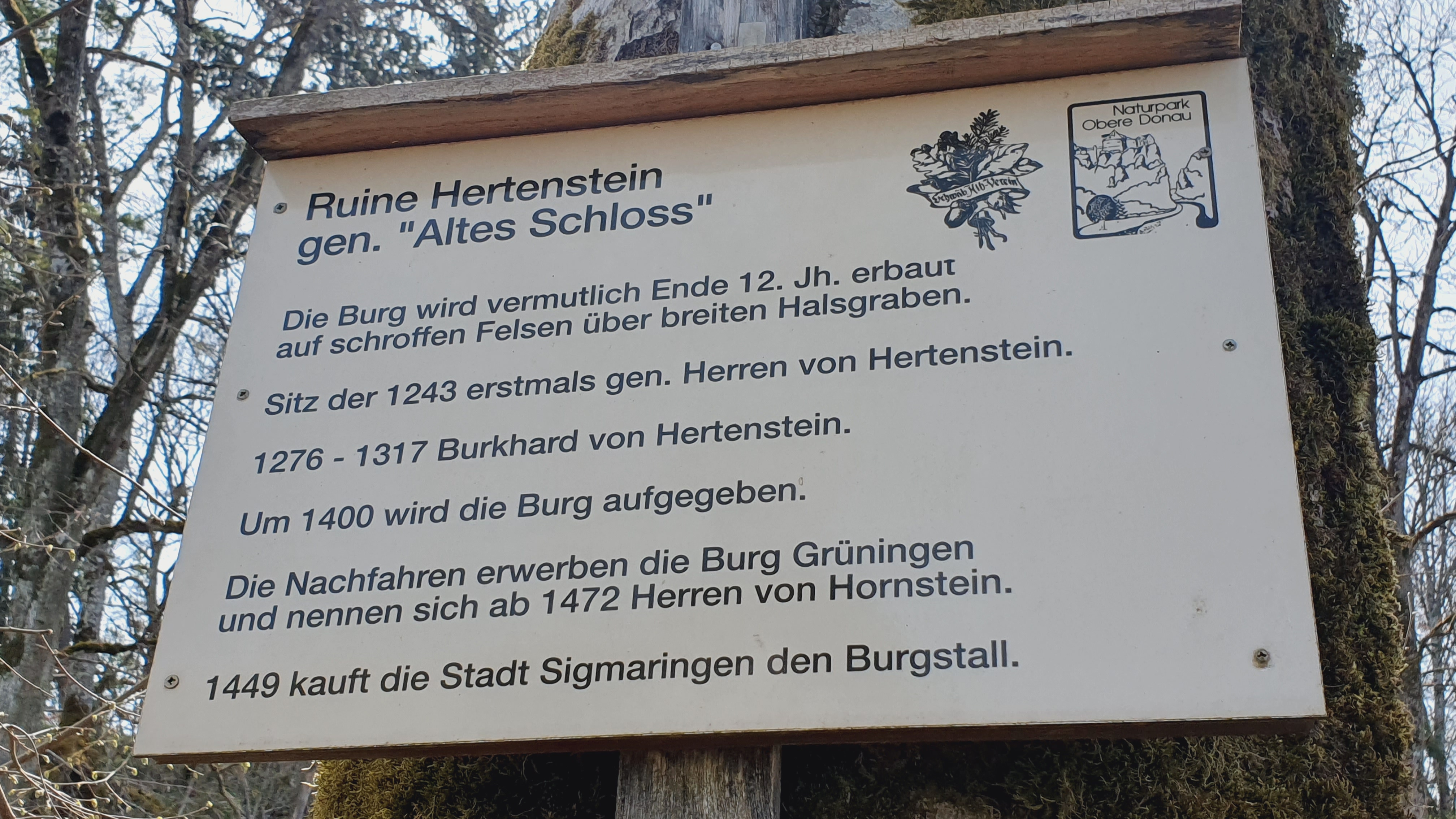
Informationstafel am Burgstall